# The Age of Plastic
The Age of Plastic is het debuut studioalbum van de Britse groep Buggles. Het album verscheen op 10 januari 1980 op het label Island Records.
Het album is voorzien met invloeden van disco, punk, progressieve rock en popmuziek. De belangrijkste bandleden Trevor Horn (zang, gitaar en basgitaar) en Geoff Downes (synthesizers, drums en percussie) schreven en produceerden het album. Ander muzikanten waren Bruce Woolley (gitaar en ook aan de nummers 2 en 5 meegeschreven), Paul Robinson (drums), Richard James Burgess (drums), Tina Charles (achtergrondzangeres), Debi Doss en Linda Jardim (achtergrondzangeressen op "Video Killed the Radio Star") en Dave Birch (gitaar op "Living in the Plactic Age" en "Video Killed the Radio Star"). Ook was Hans Zimmer als synth programmeur actief op het album en verscheen hij in de videoclip "Video Killed the Radio Star" als tweede toetsenist. De nummers "Living in the Plactic Age" en "Video Killed the Radio Star" die ook op single zijn uitgebracht verschenen in de hitlijsten de Nederlandse Top 40 en de Vlaamse Ultratop 50.

## Nummers

### Originele versie
1. "Living in the Plastic Age" (5:13)
2. "Video Killed the Radio Star" (4:14)
3. "Kid Dynamo" (3:29)
4. "I Love You (Miss Robot)" (4:58)
5. "Clean, Clean" (3:53)
6. "Elstree" (4:49)
7. "Astroboy (And the Proles on Parade)" (4:41)
8. " Johnny on the Monorail" (5:28)

### 2000 editie
De originele versie, inclusief de bonustracks:
1. "Island" (3:33)
2. "Technopop"(3:50)
3. "Johnny on the Monorail" (A very different version) (3:49)

### 2010 editie
De originele versie, inclusief de bonustracks:
1. "Video Killed the Radio Star"(Single version) (3:25)
2. "Kid Dynamo" (Single version) (3:29)
3. "Living in the Plastic Age" (Single version) (3:51)
4. "Island" (Edit version) (3:33)
5. "Clean, Clean (12-inch version) (5:15)
6. "Technopop" (3:50)
7. "Elstree" (Single version) (4:06)
8. "Johnny on the Monorail" (A very different version) (3:50)
9. "Elstree" (Special DJ edit version) (3:36)